# Birgitte Grue
Birgitte Grue (født 24. april 1945, død 27. marts 2012 i Frederikssund) var en dansk journalist.
Grue var uddannet fra både Danmarks Journalisthøjskole og Columbia University i 1976 med praktik i A-pressen, først på Ny Tid og senere på Aktuelt. Her fortsatte hun efter endt uddannelse, men blev i 1990 headhuntet til B.T., hvor hun blev kulturanmelder og desuden skrev interviews og rejseartikler. 
Hun var blandt andet formand for Foreningen af Danske Teaterjournalister, og hun var fra starten i 1998 til sin død med i juryen bag Reumertprisen. 
Birgitte Grue døde efter flere års kræftsygdom. Hun var gift med russiskfødte Eugene og bosiddende i Allerød. 